# Kamienica przy ul. Armii Krajowej 1 w Kłodzku
Kamienica przy ul. Armii Krajowej 1 w Kłodzku – pochodząca z 1611 roku renesansowa kamienica, położona w obrębie starówki.

## Historia
Budynek pochodzi z 1611 roku, w okresie późniejszym był całkowicie przebudowany
Decyzją wojewódzkiego konserwatora zabytków z dnia 30 listopada 1984 roku kamienica została wpisana do rejestru zabytków

## Architektura
Kamienica posiada trzy kondygnacje, nie licząc szczytu. Elewacja jest trójosiowa (posiada trzy piony okien). Portal jest renesansowy i składa się z graniastych boniowanych ościeży. Na prostych, pionowo żłobkowanych impostach spoczywa grubo cięta boniowana archiwolta, bez profilu, na prostokątnym tle lekko wysuniętym przed lice ściany. W kluczu bogaty kartusz. Między łukiem a krawędziami ramy, z obu stron, po jednej wypukłorzeźbionej masce i parze owocowych girland. Nad wąskim, drobno profilowanym architrawem biegnie gładki fryz z napisem: VITA BREVIS HOMINUM VARIIS OBNOXIA CURIS. MANE VIRET. LANGUET VESPERE. NOCTE CADIT. QUOD PIA FATA VOLUNT. HOMINUM NOINVIDAT OLLEN VOTA. SIT IN VOTIS. QUOD PIA FATA VOLUNT. Po poprawieniu omyłek kamieniarza na – non invida tollent napis ten, lekko podstylizowany, w języku polskim znaczy: „Krótki jest żywot człowieczy i różnym troskom podległy. Rankiem rozkwita, wieczorem słabnie, nocą zachodzi. Czego chcą losy pobożne, to skreśli ludzkie życzenia. Niech tedy będzie w życzeniach, czego chcą losy pobożne”. Prócz tego znajduje się tam data „1611” i godło domowe (gmerk) z literami „C.G.”. W tympanonie mieści się wypukłorzeźba św. Krzysztofa.

Narożnik od ulicy Spadzistej jest sfazowany do wysokości parapetów okiennych pierwszego piętra. W tym miejscu ustawiono toskańską kolumnę na niskim postumencie, a na niej naturalnej wielkości posąg św. Wacława w zbroi rzymskiej i z włócznią, w lewej ręce. Rycerz stoi na leżącym lwie, wspierając się prawą ręką na tarczy z dwugłowym orłem habsburskim. Rzeźbę umieszczono już po wybudowaniu domu, co poznać łatwo po prymitywnym ścięciu narożnika. Abstrahując od analizy stylowej tego dość banalnego dzieła, należy zwrócić uwagę na przejrzystą symbolikę: rycerz położył stopę na herbowym lwie czeskim, mając w ręku godło Habsburgów dla uczczenia zduszenia buntu praskiego przez władzę cesarską po bitwie pod Białą Górą w 1620 r.

## Galeria

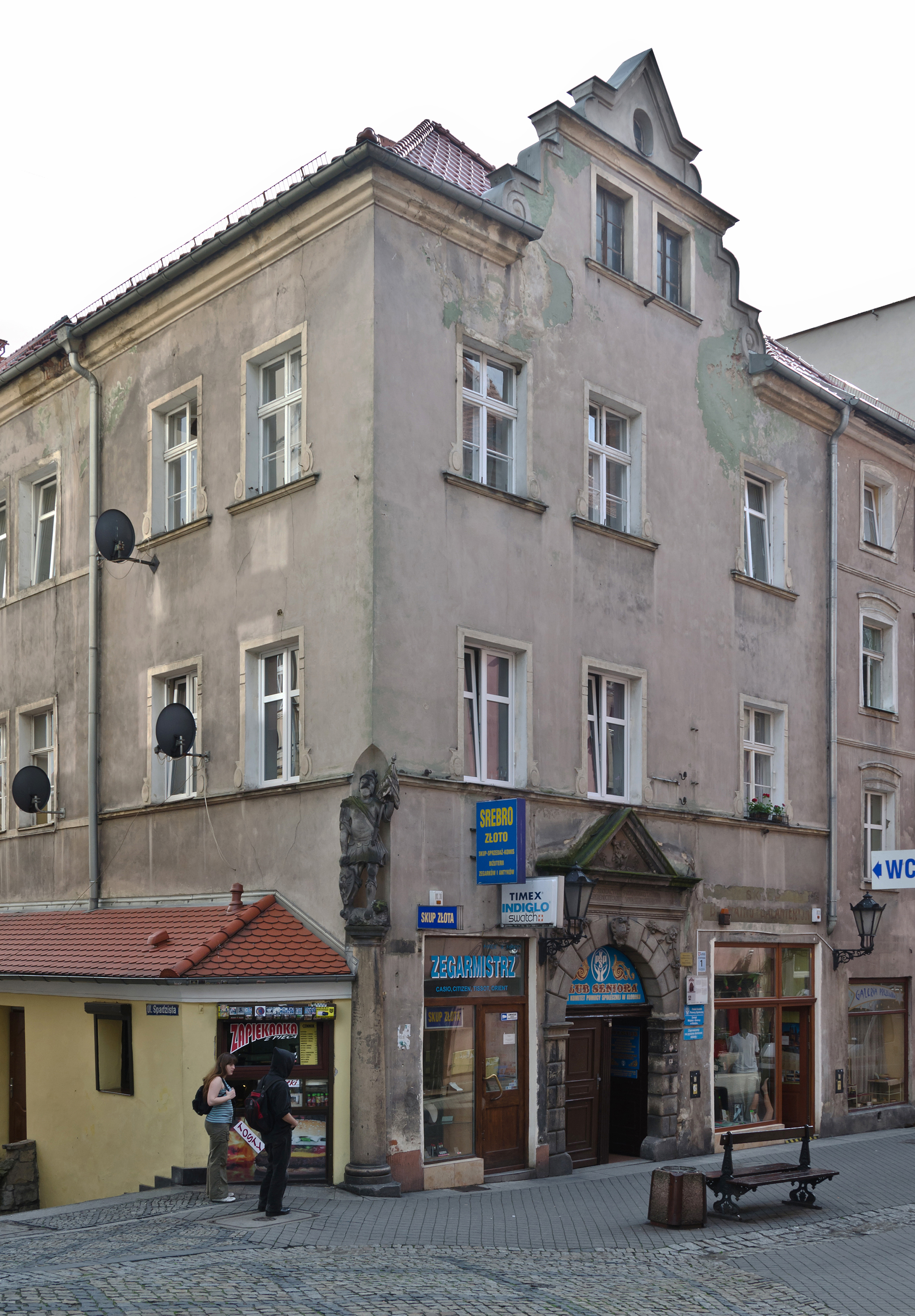
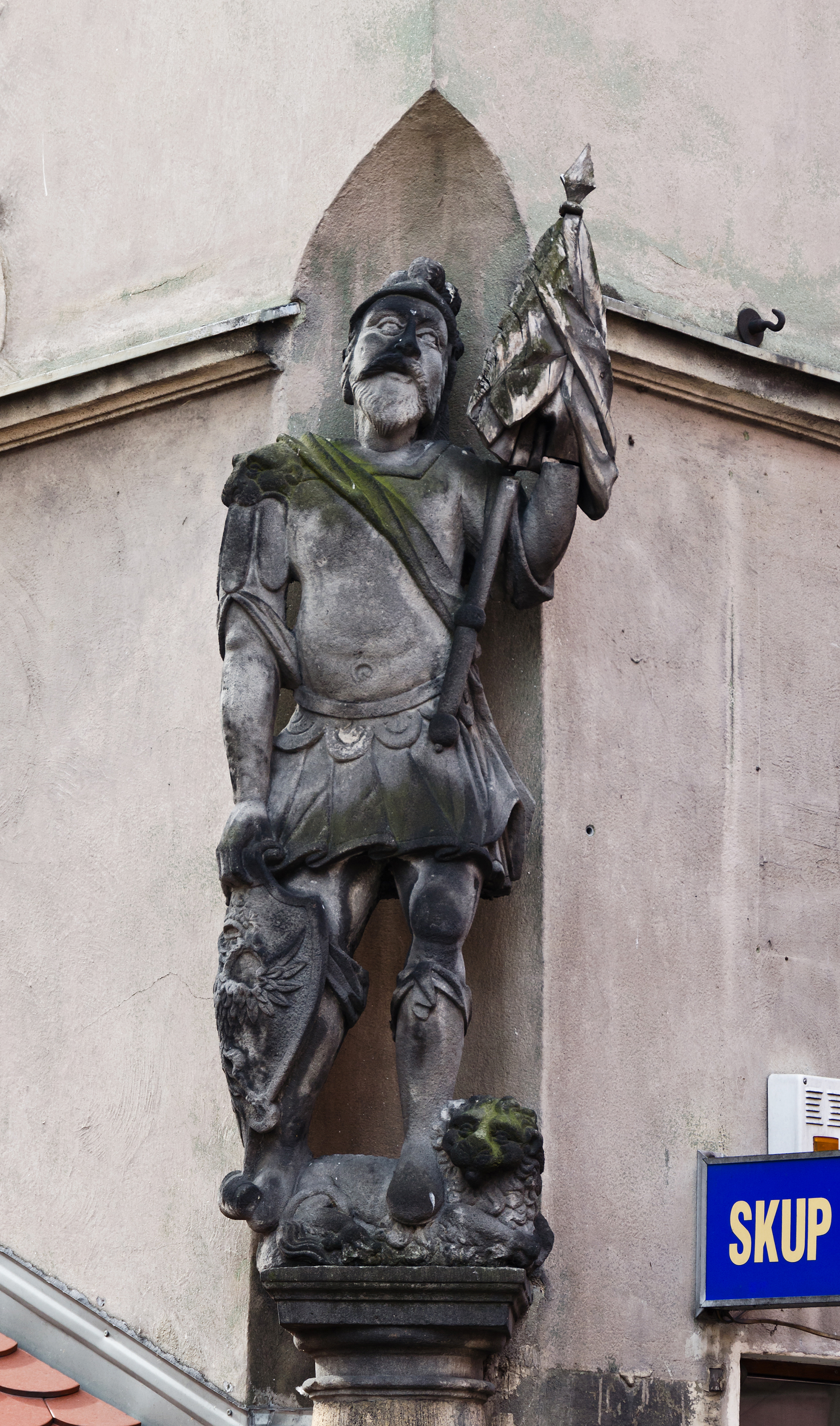
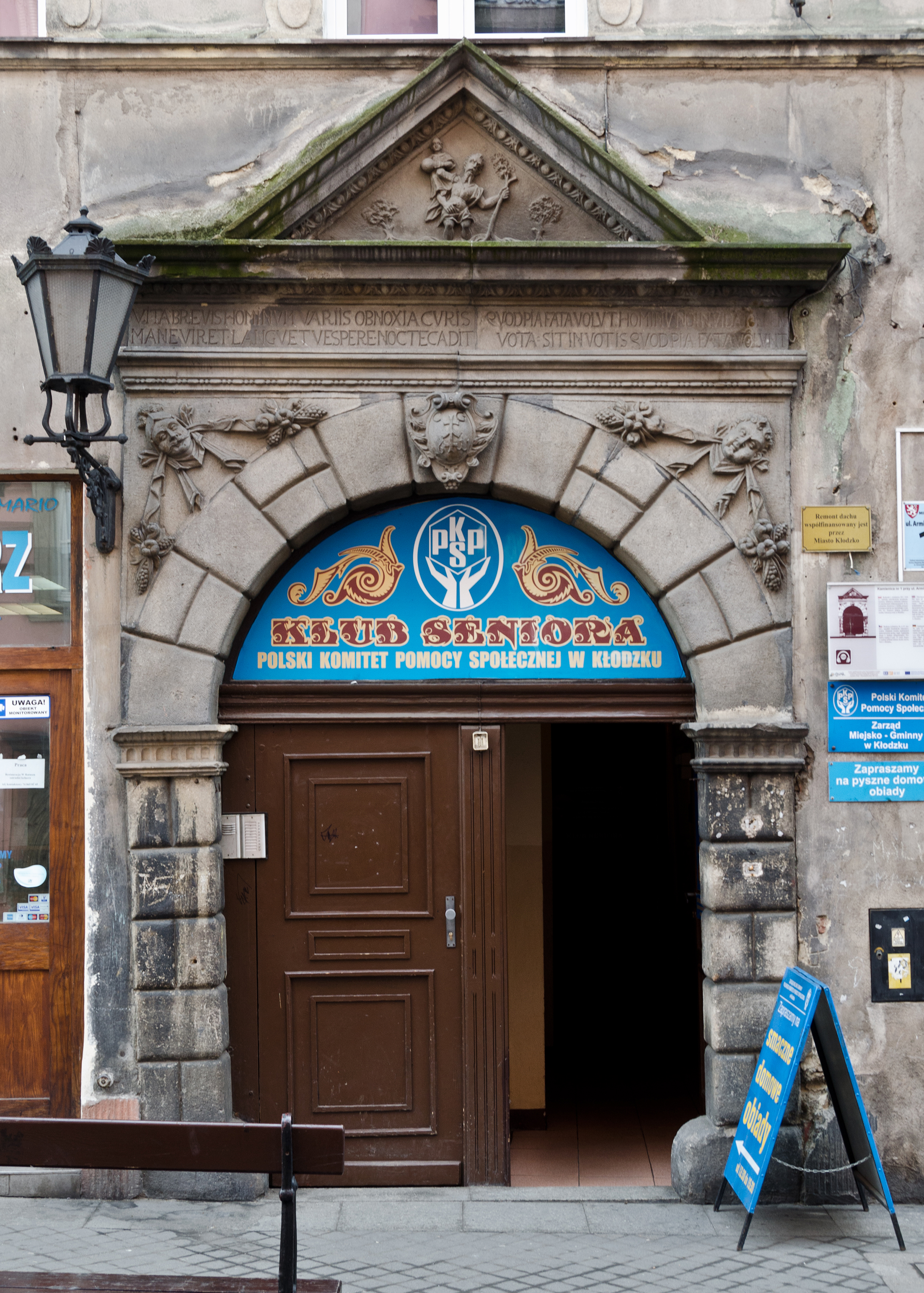
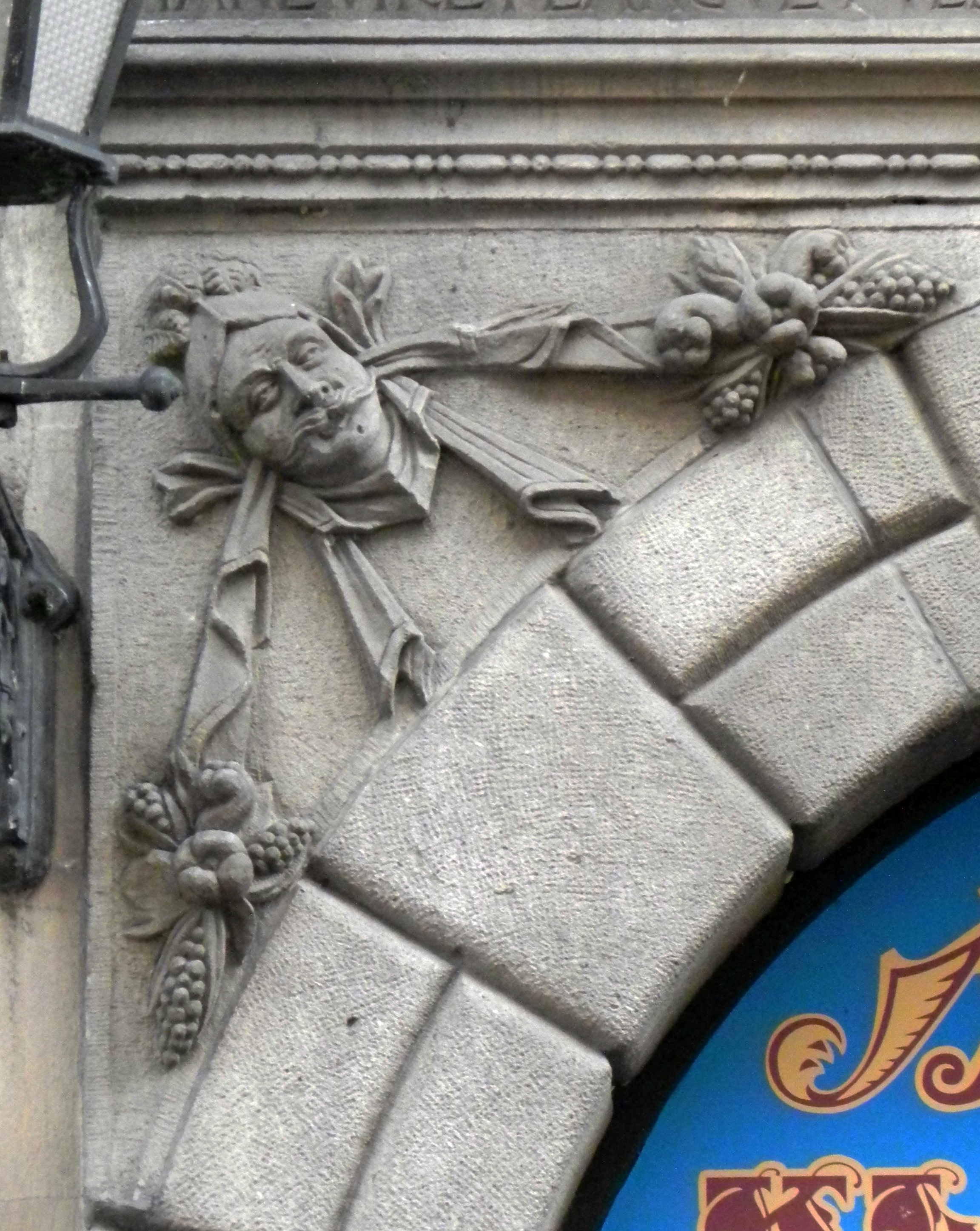
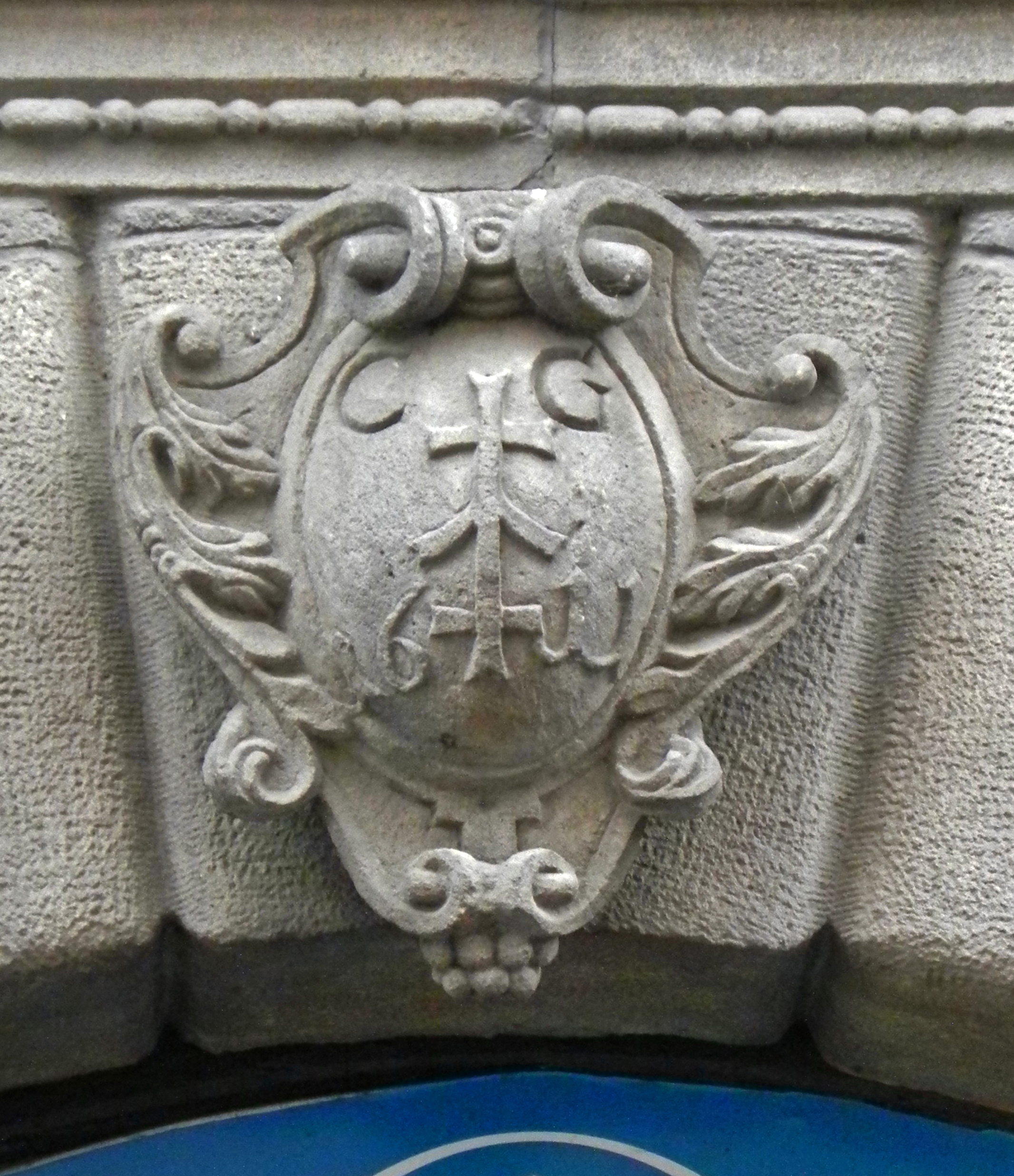
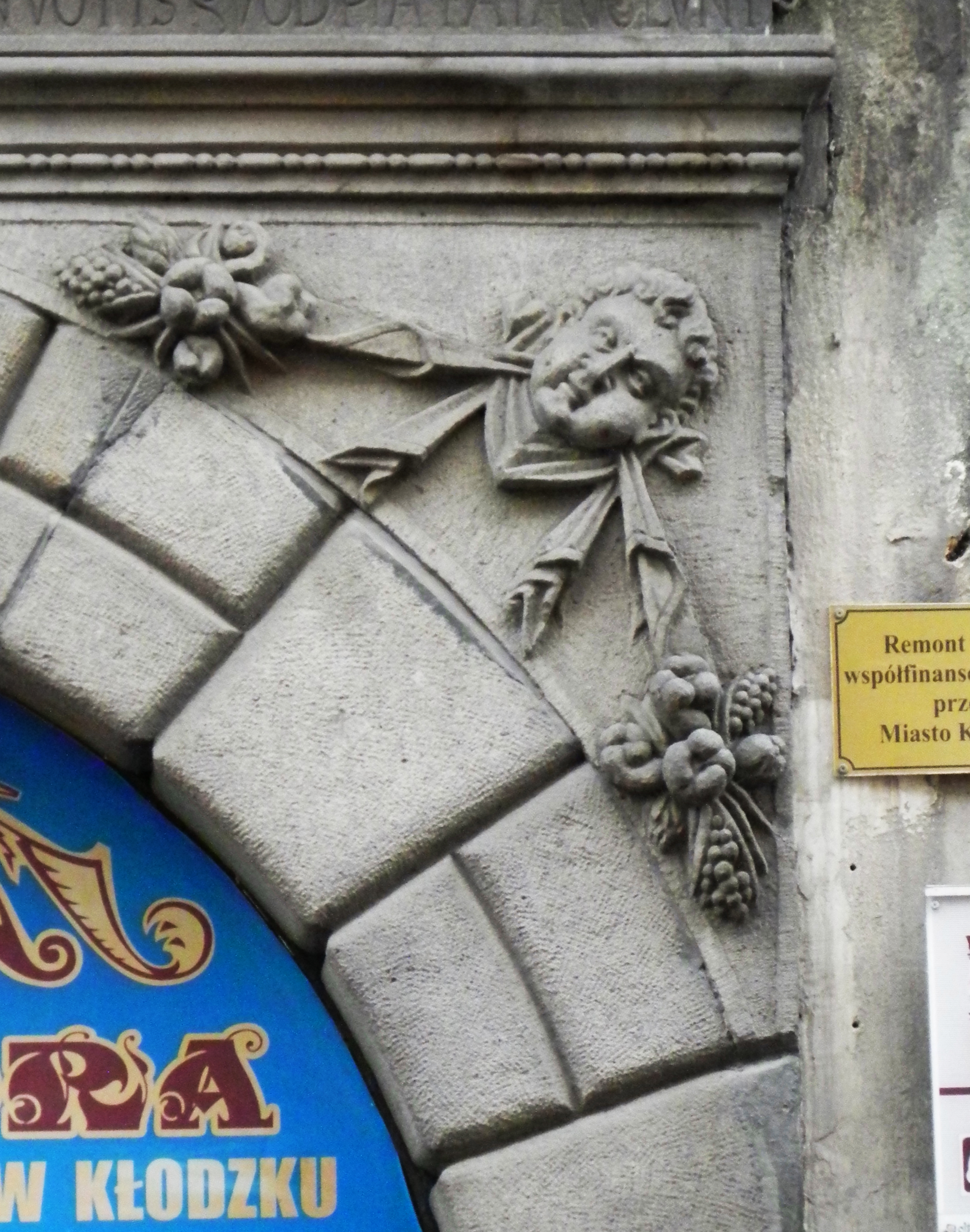